# 王万得
王万得（1903年—1985年7月26日），日治台北廳大加蚋堡大稻埕人，原台湾共产党书记。

## 生平
王万得，生於1903年，日治台北廳大加蚋堡大稻埕人，1918年毕业于台北大稻埕公学校，后又入台湾总督府交通局递信部通信练习所甲科进修，1919年毕业，大正9年至大正10年(1921年)於淡水郵便局通信係擔任通信事務員。其后，先后在新营、淡水、臺北等地郵便局工作。1922年时加入台湾文化协会，並於臺灣民報擔任事務員。
1927年时前往中國，加入中国共产党，次年转籍加入台湾共产党，與潘欽信同為台灣共產黨的重要幹部。1929年返台，1931年在台共第二次大会中被选为常务委员兼书记长。是年，台共遭日本警察镇压，于7月被捕，入狱12年。
战后，9月1日，軍統局幹員張士德、黃昭民隨美國空軍地勤支援小組(AGAS)抵台，籌組三民主義青年團，透過王萬得在台北組織地痞一千人。于1946年任台湾省政治建设协会常委理事、台湾革命先烈遗属救济委员会常委。二二八事件后協助蔡孝乾發展台灣省工作委員會組織吸收葉崇培、游祥枋、廖瑞發等多人加入共產黨，1947年10月政府通令日共份子辦理登記時，張朝基化名簡永德逃避登記，透過陳本江認識在鹿窟基地的王萬得，1948年，王萬得持化名簡永德之身分證逃往大陸，日後張朝基在鹿窟案遭破獲後因此遭判處死刑。
回到大陸後的王萬得加入台湾民主自治同盟，并任台盟华东总支部委员。中华人民共和国成立后，历任台盟总部理事、顾问，后被批斗、下放。1983年，当选第六届全国政协委员。1985年7月26日逝世，新华社的官方讣告中称其为“台湾知名政治活动家、爱国老人”。